# らくごのデンパ
らくごのデンパ（らくごのでんぱ）は、文化放送をキーステーションに放送されているラジオ番組であり、落語をテーマにしたトーク番組。2018年7月2日放送開始。

## 概要
気鋭の若手落語家や、落語に関心を持つ著名人をゲストに迎え、落語について語り合う。 
番組パーソナリティはプライベートでも寄席に足を運ぶ西川文野アナウンサー。 
番組アーカイブは、Web限定の「おまけ編」を含め、文化放送が運営を行なう落語コンテンツ専門オンデマンド配信サービス「らくごのブンカ」にて配信されている。 

## 放送時間
木曜日 19:25 - 19:35（「みらいブンカ village 落語家が、何か面白いこと言ってるよ」内）

## 過去の放送時間
- 2018年7月2日 - 2018年9月24日

月曜日 18:45 - 19:00
- 2018年10月7日 - 2019年3月31日

日曜日 6:30 - 7:00
- 2019年4月7日 - 2019年9月29日

日曜日 6:45 - 7:00

## 出演者
西川文野